# Gori (Piéla)
Pour les articles homonymes, voir Gori.
Gori, également appelé Tiangori, est une localité située dans le département de Piéla de la province de la Gnagna dans la région Est au Burkina Faso.

## Géographie
Gori – commune à centres d'habitations dispersés – est située à 5 km au Sud-Est de Piéla sur la route nationale 18.

## Santé et éducation
Le centre de soins le plus proche de Gori est le centre de santé et de promotion sociale (CSPS) de Piéla.